# 쓰케모노
쓰케모노(일본어: 漬物)는 채소를 소금에 절인 일본의 음식이다. 그 유래는 김치와 비슷하여 채소를 저장하여 오래두고 먹기 위하여 고안됐다. 단무지는 쓰케모노의 일종이다.

## 같이 보기
- 김치
- 단무지
- 발효
- 아미노산
- 양념장
- 절임